# قابوس بن سعيد
قابوس بن سعيد آل سعيد (18 نوفمبر 1940 - 10 يناير 2020) كان السلطان التاسع لسلطنة عُمان، حكم من 23 يوليو 1970 حتى وفاته في عام 2020، وهو الحاكم الثالث عشر من أسرة آل بو سعيد، وهو أيضا رئيس مجلس الوزراء، ووزير الدفاع، والخارجية، والمالية، وحاكم البنك المركزي، والقائد الأعلى للقوات المسلحة. عُدَّ صاحب أطول فترة حكم في الشرق الأوسط والعالم العربي وقت وفاته، بعد أن حكم ما يقرب من خمسين عاما.
كان قابوس هو الابن الوحيد لوالده سعيد بن تيمور (سلطان مسقط وعمان)، تلقى تعليمه في سوفولك، إنجلترا. ثم خدم لفترة وجيزة في الجيش البريطاني بعد تخرجه من أكاديمية ساندهيرست العسكرية الملكية. عاد إلى عُمان عام 1966 وتعرض لقيود كبيرة من والده. وفي عام 1970، اعتلى قابوس عرش عمان بعد الإطاحة بوالده في انقلاب غير دموي وتغير اسم البلاد فيما بعد إلى سلطنة عمان.
نفذ قابوس سياسة التحديث وأنهى العزلة الدولية لعمان، شهد عهده ارتفاعًا في مستويات المعيشة والتنمية في البلاد، ألغى العبودية، وأنهى تمرد ظفار، وأصدر دستور عمان.
توفي قابوس في عام 2020 بعد أن عانى من اعتلال صحته في وقت لاحق من حياته ولم ينجب أبناء، فاجتمع مجلس الدفاع في سلطنة عمان بعد وفاته ودعا مجلس العائلة الحاكمة للإنعقاد لتحديد من تنتقل إليه ولاية الحكم، وبعد أن انقضت ثلاثة أيام ولم يتم فيها اختيار سلطان للبلاد، أوكل مجلس العائلة المالكة لمجلس الدفاع القيام بفتح وصية السلطان قابوس، ونصت الوصية التي قرأت على الهواء مباشرة على تسميه ابن عمه (هيثم بن طارق آل سعيد) سلطاناً لعُمان.

## النشأة
هو الابن الوحيد للسلطان سعيد بن تيمور بن فيصل آل سعيد، تلقى دروس المرحلة الابتدائية والثانوية في صلالة، حيث أشرف على تعليمه أ. حفيظ بن سالم الغساني (لاحقًا أصبح مستشاره الصحفي) مدير المدرسة السعيدية التي تركها في سبتمبر من عام 1958، بعد أن قرّر والده إرساله إلى المملكة المتحدة حيث واصل تعليمه في إحدى المدارس الخاصة سافوك، ثم التحق في عام 1379هـ الموافق 1960م بأكاديمية ساندهيرست العسكرية الملكية، حيث أمضى فيها عامين وهي المدة المقررة للتدريب درس خلالها العلوم العسكرية وتخرج فيها برتبة ملازم ثان، ثم انضم إلى إحدى الكتائب العاملة في ألمانيا الاتحادية آنذاك لمدة ستة أشهر مارس خلالها العمل العسكري.
بعدها عاد إلى المملكة المتحدة حيث تلقى تدريباً في أسلوب الإدارة في الحكومة المحلية هناك وأكمل دورات تخصصية في شؤون الإدارة وتنظيم الدولة، ثم هيّأ له والده الفرصة التي شكّلت جزءاً من اتجاهه بعد ذلك فقام بجولة حول العالم استغرقت ثلاثة أشهر زار خلالها العديد من دول العالم، عاد بعدها إلى البلاد عام 1383 هـ الموافق 1964م حيث أقام في مدينة صلالة. على امتداد السنوات الست التالية التي تلت عودته، تعمق السلطان قابوس في دراسة الدين الإسلامي وكل ما يتصل بتاريخ وحضارة سلطنة عُمان دولة وشعباً على مر العصور وقد أشار في أحد أحاديثه إلى أن إصرار والده على دراسة الدين الإسلامي وتاريخ وثقافة عُمان كان له الأثر العظيم في توسيع مداركه ووعيه بمسؤولياته تجاه شعبه العُماني والإنسانية عموماً. كما أنه استفاد كثيراً من التعليم الغربي الذي تلقاه وخضع لحياة الجندية ولنظام العسكرية في المملكة المتحدة، ثم كانت لديه الفرصة في السنوات التي تلت عودته إلى صلالة لقراءة الكثير من الأفكار السياسية والفلسفية للعديد من المفكرين الذين شكّلوا فكر العالم.

## تولّي الحكم
تسلم السلطان قابوس مقاليد حكم سلطنة عُمان في 23 يوليو 1970م إثر انقلاب أبيض على والده السلطان سعيد بن تيمور، وأُطيح بوالده في انقلاب قاده أنصار ابنه قابوس في 23 يوليو 1970 وخُلع من الحكم ونصّب قابوس سلطاناً، وعاش والده بعدها في المنفى بلندن إلى أن توفي في 19 أكتوبر 1972 ودُفِن في مقبرة بروكود. وقد سُمّي هذا اليوم بيوم النهضة المباركة.
وامتدت فترة حكم السلطان قابوس ما يقرب من 50 عاماً من 23 يوليو 1970 وحتى وفاته في 10 يناير 2020 م، وتولّى بعده الحكم ابن عمه السلطان هيثم بن طارق .

## إنجازاته
بدأت سلطنة عُمان منذ بداية عهده بالتصدير التجاري للنفط والذي اكتشف بكميات تجارية عام 1968 وشهدت البلاد انتعاشاً اقتصادياً مع بداية حكمه، قسّم برنامجه السياسي إلى مشاريع تنمية وطنية لكل خمس سنوات أسماها بالخطط الخمسية، عام 1975 قضى على الثورة الاشتراكية في محافظة ظفار التي استمرت عشر سنين، السلطان قابوس هو ناقل البلاد من الحكم القبلي التقليدي إلى الحكم النظامي الديمقراطي، وأنشأ المجلس الاستشاري للدولة وبعد عدة أعوام استبدله بمجلس الشورى يمثل أعضاؤه جميع الأقاليم، وهو مجلس استشاري تشرف عليه هيئة أعلى تنفيذية تُعرف بمجلس عمان.

### الخارجية
تتلخّص أهم إنجازات السلطان قابوس في أنه أسٌس حكومة على النظام الديمقراطي، فبدأ بتكوين سُلطة تنفيذية مؤلفة من جهاز إداري يشمل مجلس الوزراء والوزارات المختلفة، إضافة إلى الدوائر الإدارية والفنية والمجالس المتخصصة ومن أولى الوزارات التي أسَّسها السلطان قابوس بعد توليه مقاليد الحكم مباشرة وزارة الخارجية. فقد أسسها بعد فترة قصيرة من توليه الحكم عام 1970م محققاً بذلك روابط وصلات بالعالم الخارجي مبنية على أسس مدروسة وبعد عام واحد من تولّيه عام 1970م انضمت عُمان إلى جامعة الدول العربية وقد أوضح السلطان قابوس الخطوط الرئيسية لسياسته الخارجية وذكر أنها مبنية على حُسن الجوار مع جيرانه وأشقائه وعدم التدخل في شؤونهم الداخلية وتدعيم علاقات عُمان معهم جميعاً وإقامة علاقات ودية مع سائر دول العالم والوقوف مع القضايا العربية والإسلامية ومناصرتها في كل المجالات وأوضح بأنه يؤمن بالحياد الإيجابي ويناصره وقام بإرسال بعثات دبلوماسية تمثل عُمان في أغلب أقطار العالم، كما فتح أبواب عُمان أمام البعثات الأجنبية وأنشئت فيها القنصليات والسفارات والهيئات الدولية والإقليمية، حققت سياسة السلطان قابوس الإستقرار والأمن وهما الدعامتان الأساسيتان لبناء السلطنة ولتحقيق تنميتها الاقتصادية والاجتماعية.

### الداخلية
بعد أن أمن السلطان قابوس سياسته الخارجية وأقام علاقات ودية مع كل أقطار العالم اتجه إلى الجبهة الداخلية وعمل على رفعتها وقد شهدت عُمان خلال عهده نهضة سريعة في سائر المجالات، ففي مجال التعليم أنشأ المدارس في كل أرجاء البلاد وجعلها للجنسين، البنين والبنات.
وفي المجال الصحي، أمر بإنشاء أعداد كبيرة من المستشفيات والعيادات والمراكز الطبية في كل أرجاء عُمان وأمدّها بكل احتياجاتها من أطباء ومعدات وأدوات وأدوية وأمن بذلك صحة العُمانيين في المدن والقرى والأرياف على حدٍّ سواء، أما في المجال الصناعي فقد وسع إنتاج البترول وطوره فانتشرت مصانع تكرير النفط في البلاد، إضافة إلى مصانع الإسمنت ومصانع تعليب الأسماك والتمور وغير ذلك من المنتجات.
وشجّع السلطان قابوس المزارعين وعمل على تطوير طرق الزراعة ونقلها من الطرق التقليدية القديمة إلى الطرق الحديثة التي تعتمد على الآلات والمعدات الحديثة، لا على المجهود الإنساني فقط وقد قدَّم المساعدات السخية للمزارعين ليتمكنوا من استغلال الأرض واستثمارها ليتحقق لعُمان الاستقلال الغذائي، فأصبحت البلاد تنتج كل ما تحتاجه من غذاء، من قمح وخضراوات وفواكه وغيرها ويصدر ما يفيض عن حاجتها طازجاً أو بعد تعليبه إلى البلدان المجاورة وازدهرت التجارة في عهد السلطان قابوس في المجالين الداخلي والخارجي وارتبط ازدهار التجارة بتطور المواصلات التي تنقل المنتجات الزراعية من مناطق الإنتاج إلى سائر أرجاء عُمان وإلى الخارج كما تقوم وسائل المواصلات بنقل المنتجات الصناعية من وإلى الدول المجاورة وبقية الأقطار الآسيوية والإفريقية والغربية خاصة إنجلترا وفرنسا وأمريكا.
وارتبطت عُمان بشبكة من المواصلات البرية والبحرية، كما تم إنشاء موانئ بحرية وجوية للاتصالات الداخلية والخارجية وتم افتتاح ميناءين كبيرين هما ميناء السلطان قابوس في مطرح وميناء ريسوت في المنطقة الجنوبية وفي عام 1981م انضمت عُمان إلى مجلس التعاون لدول الخليج العربية وحقق السلطان قابوس بذلك تعاون بلاده مع بقية دول الخليج العربي في المجال الدفاعي المشترك.

## اهتماماته وهواياته
لعل اهتمام السلطان قابوس بدفع عُمان إلى حالة متقدمة من المعاصرة مع الإبقاء على الأصالة العُمانية التقليدية بحيث لا تفقد عُمان هويتها وفي إطار ذلك يكون اهتمام قابوس بالثقافة هو الشيء الأبرز والذي ترك آثاره الواضحة في عُمان فبفضل قراره أصبح لدى السلطنة جامعة السلطان قابوس، وللسلطان قابوس اهتمامات واسعة بالدين واللغة والأدب والتاريخ والفلك وشؤون البيئة، حيث يظهر ذلك في الدعم الكبير والمستمر للعديد من المشروعات الثقافية وبشكل شخصي ومحلي وعربي ودولي، سواء من خـلال منظمة اليونسكو أم غيرها من المنظمات الإقليمية والعالمية. من أبرز هذه المشروعات على سبيل المثال لا الحصر موسوعة السلطان قابوس للأسماء العربية ودعم مشروعات تحفيظ القرآن سواء في السلطنة أو في عدد من الدول العربية وكذلك بعض مشروعات جامعة الأزهر وجامعة الخليج وعدد من الجامعات والمراكز العلمية العربية والدولية، فضلاً عن ( جائزة السلطان قابوس لصون البيئة ) التي تقدم كل عامين من خلال منظمة اليونسكو ودعم مشروع دراسة طريق الحرير والنمر العربي والمها العربي وغيرها.
وعن هواياته يتحدث السلطان فيقول: منذ طفولتي كانت لدي هواية ركوب الخيل، فيذكر أنه قد وضع على ظهر حصان وهو في الرابعة من عمره ومنذ ذلك الحين وهو يحب ركوب الخيل ولهذا توجد الإسطبلات السلطانية التي تُعنى بتربية وإكثار الخيول العُمانية الأصيلة وافتتح مدارس الفروسية التي تضم بين تلاميذها البنين والبنات، كما أن الرماية أيضاً من الهوايات المحببة له كونه تدرب عسكرياً ويؤكد أن هذه الهواية تعد جزءاً مهماً لكل من يهتم بالنشاط العسكري وعاش في مجتمع كالمجتمع العُماني الذي يعتز بكونه يستطيع حمل السلاح عند الضرورة. كما يحب تجربة كل ما هو جديد من أسلحة القوات المسلحة، سواء كان ذلك السلاح بندقية أو مدفع رشاش أو مدفع دبابة، إلا أن الرماية بالمسدس والبندقية تبقى هي الأفضل بالنسبة له وكذلك ـ كنوع من الترفيه ـ يستخدم أحياناً القوس والنشاب. ويكمل فيقول: هناك هوايات أخرى كالمشي.. أحب المشي منذ الصغر، فأجد الراحة قبل الذهاب إلى النوم أن أقضي وقتاً بالمشي على البحر فهي رياضة جيدة للجسم وفرصة للتفكير، كذلك أحب التصوير وكانت لدي هواية الرسم للمناظر الطبيعية في وقت من الأوقات، إلا أن الظروف والوقت أصبحا لا يسمحان بممارسة هذه الهوايات والقراءة أيضاً كونها هواية، إلا أنها أصبحت جزء من العمل وأصبح من الصعب مطالعة الكتب حسب الهواية إلا ما هو في مجال العمل والحياة اليومية."

## الوفاة والخلافة
توفي قابوس يوم الجمعة 14 جمادى الأولى 1441هـ الموافق 10 يناير 2020 م، بعد معاناة مع مرض السرطان.
لم يكن للسلطان قابوس وريث من نسله يخلفه في الحكم، ولذلك فالمادة السادسة من الدستور تنص على أن مجلس العائلة الحاكمة يختار وريثاً للعرش بعد أن يصبح العرش شاغراً، وكان للسلطان قابوس عدد من أبناء الأعمام في الأسرة المالكة يشغلون قيادات حكومية عليا بالبلاد يمكن لأي واحد منهم أن يلي العرش من بعده ويكون ذلك بانتخابه من مجلس الأسرة الحاكمة، كما نصّت على ذلك بنود الكتاب الأبيض المختص بشؤون الحكم والمُلك والإدارة للبلاد.
بعد وفاة السلطان قابوس يوم الجمعة 10 يناير 2020، دعى مجلس الدفاع مجلس العائلة المالكة للانعقاد لتحديد من تنتقل إليه ولاية الحكم، وقد تسلّم مجلس الدفاع في نفس اليوم السبت 11 يناير 2020م ردًا من مجلس العائلة المالكة تمثل في أن المجلس المذكور قد انعقد وقرر تثبيت من أوصى به السلطان الراحل قابوس بن سعيد في وصيته، وعليه أوكل مجلس العائلة المالكة لمجلس الدفاع القيام بفتح الوصية وفقًا لما نصت عليه المادة السادسة من النظام الأساسي للدولة، واتخاذ الإجراءات لتثبيت من أوصى به السلطان بالتنسيق مع مجلس العائلة
المالكة، وقد عقدت جلسة فتح الوصية في يوم السبت المؤرخ في 15 جمادى الأولى 1441 هـ الموافق 11 يناير 2020م، بحضور أعضاء مجلس الدفاع ووزیر المكتب السلطاني، كما حضر الجلسة كلٌّ من رئيس مجلس الدولة ورئيس مجلس الشورى ورئيس المحكمة العليا ونائبيه وأفراد العائلة المالكة، وقد قام مجلس الدفاع بفتح الوصية وقراءتها بشكل مباشر على جميع الحاضرين والإعلان بأن هيثم بن طارق بن تيمور هو سلطان عمان. وقد تولّى سلطاته في نفس اليوم.

## الجوائز التي حصل عليها
- جائزة السلام الدولية: من قبل - 33 جامعة ومركز أبحاث ومنظمة أمريكية -  الولايات المتحدة الأمريكية عام 1998م
- جائزة السلام: من قبل - الجمعية الدولية الروسية -  روسيا عام 2007م
- جائزة جواهر لال نهرو للتفاهم الدولي: من قبل - جواهر لال نهرو للتفاهم الدولي -  الهند عام 2007م

## حياته الخاصة

### نسبه
قابوس بن سعيد بن تيمور بن فيصل بن تركي بن سعيد بن سلطان بن أحمد بن سعيد آل بو سعيدي.

### عائلته
في 22 مارس 1976، تزوج قابوس للمرة الأولى من نوال بنت طارق آل سعيد (مواليد 1951) وهي ابنة عمه طارق بن تيمور وزوجته شوانة بنت ناصر البوسعيدية. تغير اسم نوال إلى كاملة وقت زواجها وهي الأخت غير الشقيقة لخليفته هيثم بن طارق. انتهى الزواج بالطلاق عام 1979 ولم ينجب أطفالا.

### قائمة اليخوت التي يمتلكها
| الرتبة | الاسم       | الطول (بالمتر) | الدخول في الخدمة | المالك                                 | الصانع                                  | ملاحظات                                                                                    | الصورة |
| ------ | ----------- | -------------- | ---------------- | -------------------------------------- | --------------------------------------- | ------------------------------------------------------------------------------------------ | ------ |
| 1      | آل سعيد     | 180            | 2007م            | السلطان قابوس بن سعيد بن تيمور آل سعيد | لورسن ألمانيا                           | يقدر سعره ب300 مليون دولار أمريكي، يحتوي على مهبط للطائرات العمودية وحوض سباحة والأوركسترا |        |
| 2      | فلك السلامة | 136            | 1987م            | السلطان قابوس بن سعيد بن تيمور آل سعيد | لورسن ألمانيا                           | تمتلكه البحرية السلطانية العُمانية وقد شارك في سفينة شباب العالم                            |        |
| 3      | لؤلؤة البحر | 103.85         | 1982             | السلطان قابوس بن سعيد بن تيمور آل سعيد | بيكيوتي إيطاليا                         | يعد أكبر يخت صُنع في إيطاليا حتى الآن                                                       |        |
| 4      | زينة البحار | 61             | 1988م            | السلطان قابوس بن سعيد بن تيمور آل سعيد | البحرية السلطانية العمانية · سلطنة عمان | يخت فاخر مع أكبر الشراع في العالم التي بنيت في عُمان مع المحرك المستورد من شركة Siemens     |        |
| 5      | النورس      | 33.5           | 1982م            | السلطان قابوس بن سعيد بن تيمور آل سعيد | دامين هولندا                            | مخصص لليخوت السلطانية والملكية الأخرى                                                      |        |

## الرتب العسكرية
- مشير: الجيش السلطاني العُماني
- القائد الأعلى: شرطة عُمان السلطانية
- القائد الأعلى: الحرس السلطاني العُماني
- القائد الأعلى: سلاح الجو السلطاني العُماني
- القائد الأعلى: البحرية السلطانية العمانية
- جنرال لواء: القوات المسلحة البريطانية

## الأوسمة
| - المملكة المتحدة : وسام القديس ميشيل والقديس جورج - عام 1976م - المملكة المتحدة : وسام فارس العدالة من أجل المكرم ميشيل والقديس جورج - عام 1976م - المملكة المتحدة : وسام رتبة فارس الصليب الأعظم الفيكتوري الملكي - عام 1979م - المملكة المتحدة : وسام السلسلة الفيكتورية الملكية - عام 2010م - المملكة المتحدة : وسام الحمام - عام 1982م - المملكة المتحدة : وسام المكرم القديس يوحنا - عام 1984م - جمهورية النمسا : وسام الخدمات لجمهورية النمسا - عام 2001م - مملكة البحرين : وسام آل خليفة من الدرجة الأولى - بروناي دار السلام : وسام عضو العائلة المالكة لتاج بروناي - عام 1984م - جمهورية مصر العربية : قلادة النيل العظمى - عام 1976م - الجمهورية الفرنسية : وسام جوقة الشرف - عام 1989م - جمهورية ألمانيا الاتحادية : وسام الإستحقاق من جمهورية ألمانيا الاتحادية - جمهورية الهند : وسام جواهر لال نهرو للتفاهم الدولي - عام 2004م - جمهورية إندونيسيا : وسام نجمة إندونيسيا - عام 1976م - الجمهورية الإسلامية الإيرانية : وسام ذكرى 2500 عام لإنشاء مملكة فارس - عام 1971م - الجمهورية الإسلامية الإيرانية : وسام بهلوي - عام 1974م - جمهورية إيطاليا : وسام استحقاق الجمهورية الإيطالية - عام 1974م | - دولة اليابان : وسام الأقحوان - المملكة الأردنية الهاشمية : وسام الحسين بن علي - دولة الكويت : قلادة مبارك الكبير - عام 2009م - الجمهورية اللبنانية : وسام استحقاق الجمهورية اللبنانية - مملكة ماليزيا : وسام التاج الملكي - مملكة هولندا : وسام أسد هولندا - عام 2012م - جمهورية باكستان الإسلامية : وسام نيشان باكستان - دولة قطر : وسام الاستقلال - المملكة العربية السعودية : وسام جلالة الملك عبد العزيز آل سعود - عام 1971م - المملكة العربية السعودية : قلادة بدر الكبرى - عام 1976م - جمهورية سنغافورة : وسام تيماسيك من الدرجة الأولى - جمهورية جنوب أفريقيا : وسام الرجاء الصالح - عام 1999م - مملكة إسبانيا : وسام إيزابيلا الكاثوليكية - عام 1985م - الجمهورية العربية السورية : وسام أمية الوطني - الجمهورية التونسية : وسام الاستقلال - المملكة المغربية : الوسام المحمـدي - عام1994م - دولة الإمارات العربية المتحدة : وسام الاتحاد |

## عائلته
هو قابوس بن سعيد بن تيمور بن فيصل بن تركي بن سعيد بن سلطان بن أحمد بن سعيد بن أحمد بن محمد بن خلف بن سعيد بن مبارك آل بو سعيدي.
- والدته: ميزون بنت أحمد بن علي المعشني
- زوجته الوحيدة: نوال بنت طارق آل سعيد، انفصل عنها بعد سنتين من الزواج وليس لها ذرية.
- أخته: أميمة بنت سعيد بن تيمور آل سعيد.
- أعمامه: طارق بن تيمور - ماجد بن تيمور - فهر بن تيمور - شبيب بن تيمور - صهيب بن تيمور
- عمته: بثينة بنت تيمور
- خالين هما: عيسى بن أحمد المعشني - مستهيل بن أحمد المعشني
- خالاته: حلوت بنت أحمد المعشني - أتسلوم بنت أحمد المعشني - خيار بنت أحمد المعشني

## وصلات خارجية
- قابوس بن سعيد على موقع أرشيف الشارخ.
- قابوس بن سعيدان على موقع IMDb (الإنجليزية)
- قابوس بن سعيدان على موقع الموسوعة البريطانية (الإنجليزية)
- قابوس بن سعيدان على موقع مونزينجر (الألمانية)
- قابوس بن سعيدان على موقع أوليمبيديا (الإنجليزية)
- الحساب الرسمي لعهد السلطان قابوس
- عُمان نت
- عُمان - قابوس نسخة محفوظة 26 سبتمبر 2018 على موقع واي باك مشين.

| قابوس بن سعيد عاهل آل بو سعيدولد: 18 نوفمبر 1940 توفي: 10 يناير 2020 |                      |                   |
| منصب                                                                 |                      |                   |
| سبقه سعيد بن تيمور                                                   | سُلطان عُمان 1970–2020 | تبعه هيثم بن طارق |